# Geskel Saloman

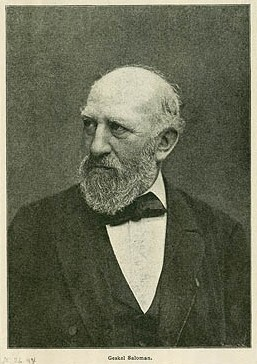
Geskel Saloman vor 1902

Geskel Saloman, bis 1850 Salomon, (* 1. April 1821 in Tondern; † 5. Juli 1902 in Båstad) war ein Maler.

## Leben und Wirken

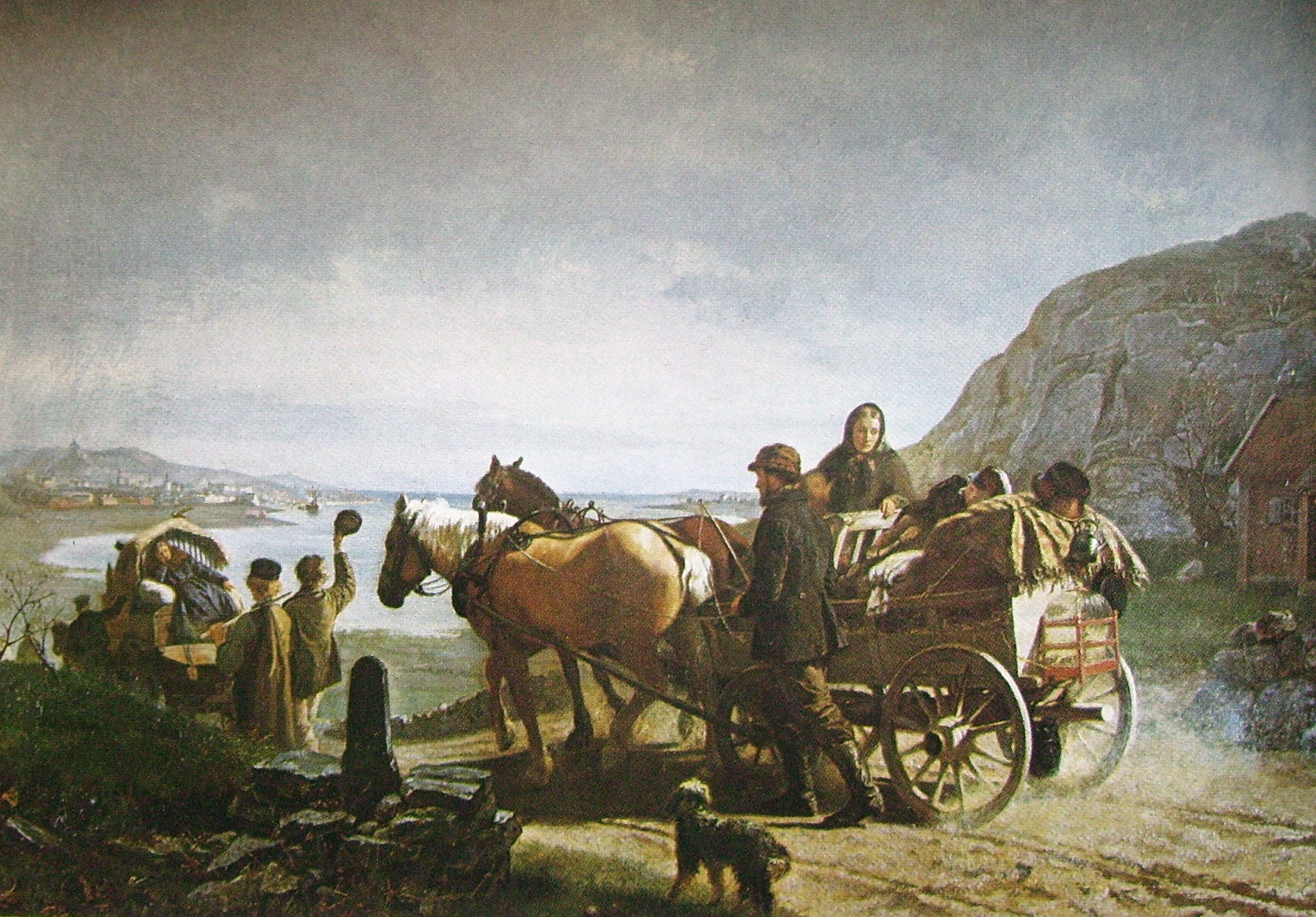
Salomans Gemälde „Auswanderer auf dem Weg nach Göteborg“ aus dem Jahr 1872

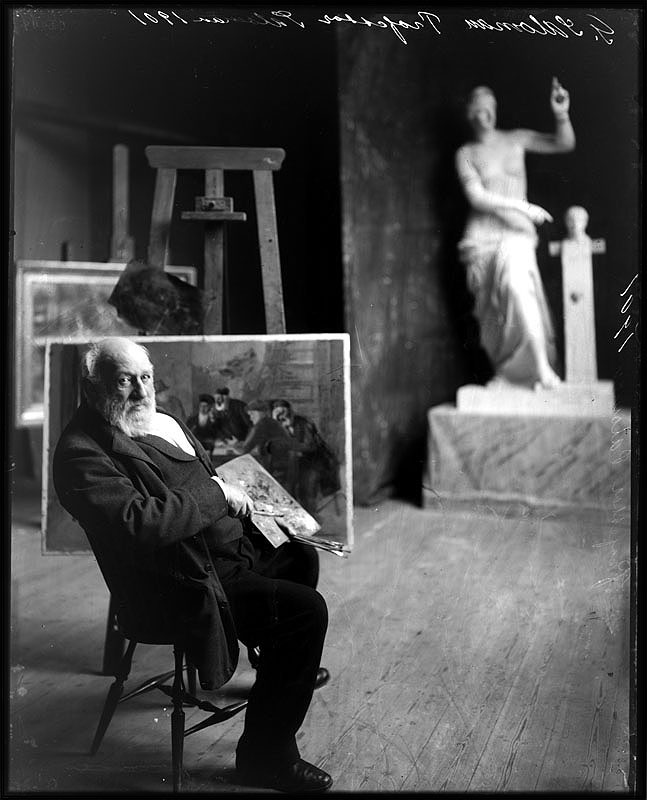
Saloman im Atelier (1901)

Salomon war ein Sohn von Isak Salomon (* 1781 in Frankfurt an der Oder; † 4. Juli 1848 in Kopenhagen) und dessen erster Ehefrau Feilchen, geborene Geskel (* 1787, † 4. Mai 1835 in Kopenhagen). Der Vater wirkte ab 1832 als Kantor der jüdischen Gemeinde in Kopenhagen. Der Großvater mütterlicherseits namens Geskel Joseph († vor 1803) arbeitete in Friedrichstadt als Schlachter und war verheiratet mit Jette Geskel (1759–1843). Saloman hatte zwei Brüder: Siegfried Saloman war ein bekannter Komponist und Violinist. Der Bruder Nota Saloman (* 21. März 1823; † 20. März 1885) wirkte als Stabsarzt des dänischen Heeres.
Saloman lebte zunächst in Tondern. Ein Schüler des Lehrerseminars erteilte ihm und seinen Brüdern hier Privatunterricht. Sein Vater lehrte ihn die hebräische Sprache und deutsche Grammatik. Als zeichnerisch und musikalisch begabtes Kind unterrichten ihn und den Bruder Siegfried der Stadtmusikus Christian Semler im Geigenspiel. Salomans Vater musste sein Geschäft in Tondern schließen und zog mit der Familie nach Kopenhagen, wo er eine Stelle bei der noch nicht fertiggestellten neuen Synagoge erhalten hatte. Geseke Saloman besuchte die Freischule für jüdische Knaben von Mendel Levin Nathanson und ab 1834 die Königlich Dänische Kunstakademie. Während dieser Zeit unterrichtete er selbst, schrieb oder sang in der Synagoge und bei Begräbnisfeiern. Das so verdiente Geld diente dem Unterhalt seiner Familie.
An der Kopenhagener Akademie lernte Saloman bei David Monies, Johann Ludwig Lund und Christoffer Wilhelm Eckersberg. 1843 erhielt er eine erste Ausstellung in der Akademie. 1846 wurde ihm eine kleine Silbermedaille verliehen. 1849 gewann er mit einem Porträt eine Prämie. Während dieser Jahre schuf er insbesondere Porträts in Form von Gemälden oder Lithographien. Darüber hinaus malte er Genrebilder.
Im September 1850 reiste Saloman aufgrund der Hochzeit seines Bruders Siegfried nach Göteborg. Hier bekam er direkt viele Aufträge für Porträts reicher jüdischer Bürger. Wenig später erhielt er auch Anfragen aus dem Umland. Saloman blieb daher in Schweden und wechselte seinen Nachnamen. Dies tat er vermutlich, um Verwechselungen mit einer in Göteborg lebenden Familie vorzubeugen.
Finanziell unterstützt von seinem zukünftigen Schwiegervater reiste Salomon im Frühjahr 1854 nach Paris. Hier lernte er bei Thomas Couture und verbesserte seine Fähigkeiten im lockeren Auftrag von Farben und der Freiluftmalerei. Couture empfahl ihm, von der in Dänemark gelernten biedermeierschen Darstellungsform abzuweichen und pathetische und sozialkritische Elemente mit einzuarbeiten. Dem Rat seines Lehrers folgend schuf Saloman 1855 die „Neuigkeiten von der Krim“ und 1857 die „Webende Fischerwitwe, ihr schlafendes Kind betrachtend“. Seine bekanntesten Bilder in gleichem Stil, „Auswanderer auf dem Weg nach Göteborg“ und „Die Heimkehr der Sieger“, entstanden erst 1868 und 1872.
Saloman heiratete am 12. April 1855 in Göteborg Ida Göthilda Jacobsen (* 23. November 1828 in Göteborg; † 25. November 1863 ebenda). Ihr Vater Morris Jacobson (1800–1870) arbeitete in Göteborg als Bankier und war verheiratet mit Rachel, geborene Magnus (1805–1838). Das Ehepaar Saloman hatte drei Töchter und einen Sohn, der als Kind starb. Nach der Heirat lebte Saloman einige Monate im ländlichen Umland von Paris. Im Oktober reiste er wieder nach Göteborg, wo Bedřich Smetana mit der von ihm geleiteten „Harmonischen Gesellschaft“ das musikalische Leben organisierte. Saloman war mit diesem näher bekannt und hielt ihn 1859 im Porträt fest. Darüber hinaus trat er solistisch auf, so bspw. bei einem Konzert des Oratoriums Elias.
Salomans Frau erkrankte an der Tuberkulose. Das Ehepaar ging daher 1880 in die Schweiz und anschließend für nahezu zwei Jahre nach Algier. Während dieser Reise schuf der Maler 1864 die „Hühneropferung in Algier“, von der er mehrere Fassungen erstellte. Der Künstler hielt dabei das pittoreske Volksleben fest. Ähnlich arbeitete er in Schweden, wo er Motive aus der Provinz malte.
Nach dem Aufenthalt in Frankreich ging Saloman zurück nach Göteborg, wo er Vorstandsmitglied des dortigen Kunstvereins wurde. 1856 setzte er einen Beschluss durch, nach dem die Einnahmen des Vereins teilweise genutzt werden sollten, eine eigene Sammlungen einzurichten. Daraus entstand später Göteborgs konstmuseum. 1865 richtete Saloman eine private Zeichenschule ein. Ebenfalls 1865 übernahm er die Leitung einer öffentlichen Zeichenschule. Für diese Bildungseinrichtung schrieb er ein Lehrbuch.
Saloman gehörte ab 1868 der Kunstakademie Stockholm an. Im Folgejahr organisierte er ein Treffen von Mal- und Zeichenlehrern aus Skandinavien. In diesem Rahmen fand eine große Ausstellung statt. Anfang 1871 verlegte er seinen Wohnsitz in die schwedische Hauptstadt. Die Kunstakademie ernannte ihn 1874 zum Vizeprofessor, sechs Jahre später zum ordentlichen Professor. Ab 1876 war er zudem königlicher Porträtmaler. Den Höhepunkt seines offiziellen Renommees erreichte er 1882. In diesem Jahr durfte er das Bürgertum Stockholms und Schonens bei der silbernen Hochzeit König Oscar II. vertreten. Dabei schenkte er dem König seine „Heimkehr der Sieger“.
In den späteren Lebensjahren beschäftigte sich Saloman umfassend mit der ikonologischen Interpretation von Kunstwerken der Antike. Dabei befasste er sich wiederholt mit der Venus von Milo und deren Ergänzungen. 1890 reiste er nach Italien, wo er sich aufgrund der verlagerten Interessen primär der Archäologie und nicht der Malerei widmete. Er malte erst gegen Lebensende öfter jüdische Motive. So hielt er 1897 sein Elternhaus in Tondern in dem Bild „Segnung der Sabbatlichter“ fest.
Saloman, der 1902 starb, wurde in Stockholm begraben.